# Llista de topònims de l'Arboç
Llista de topònims (noms propis de lloc) del municipi de l'Arboç, al Baix Penedès
Informació actualitzada per un bot. Els canvis manuals es perdran quan s'actualitzi!

## carrer
| imatge | Nom                     | Ubicat a | instància de | Detalls                     | coordenades                                               | Protecció                                  | Commons (més fotos)                | Dades a WD                    |
| ------ | ----------------------- | -------- | ------------ | --------------------------- | --------------------------------------------------------- | ------------------------------------------ | ---------------------------------- | ----------------------------- |
|        | Carrer Major de l'Arboç | l'Arboç  | carrer       | Estil: arquitectura popular | 41° 16′ 03″ N, 1° 36′ 13″ E / 41.2676°N,1.6036°E ca:Major | bé integrant del patrimoni cultural català | Carrer Major i la plaça de l'Arboç | Modifica les dades a Wikidata |
|        | Rambla Gener            | l'Arboç  | carrer       | Estil: arquitectura popular | 41° 16′ 01″ N, 1° 36′ 07″ E / 41.267°N,1.60204°E          | bé integrant del patrimoni cultural català | Rambla Gener (l'Arboç)             | Modifica les dades a Wikidata |
|        | carrer de la Plateria   | l'Arboç  | carrer       | Estil: arquitectura popular | 41° 16′ 02″ N, 1° 36′ 10″ E / 41.2671°N,1.60273°E         | bé integrant del patrimoni cultural català | Carrer de la Plateria (l'Arboç)    | Modifica les dades a Wikidata |

## casa
| imatge | Nom                                     | Ubicat a | instància de | Detalls                                                    | coordenades                                                                                                | Protecció                                  | Commons (més fotos)                               | Dades a WD                    |
| ------ | --------------------------------------- | -------- | ------------ | ---------------------------------------------------------- | --- | ------------------------------------------ | ------------------------------------------------- | ----------------------------- |
|        | Ca l'Amiguet                            | l'Arboç  | casa         | Estil: arquitectura eclèctica                              | 41° 16′ 03″ N, 1° 36′ 13″ E / 41.2675°N,1.60352°E ca:Major, 33                                             | bé cultural d'interès local                | Ca l'Amiguet (l'Arboç)                            | Modifica les dades a Wikidata |
|        | Ca l'Apotecari Betes                    | l'Arboç  | casa         | Estil: arquitectura modernista 1903                        | 41° 16′ 02″ N, 1° 36′ 09″ E / 41.267222222222°N,1.6025°E ca:Carrer Major, 59 – Carrer Abat Escarré, 1      | bé cultural d'interès local                | Ca l'Apotecari Betes (l'Arboç)                    | Modifica les dades a Wikidata |
|        | Ca l'Escarrà                            | l'Arboç  | casa         | Estil: arquitectura eclèctica                              | 41° 16′ 03″ N, 1° 36′ 11″ E / 41.2674°N,1.60309°E                                                          |                                            | Ca l'Escarrà (l'Arboç)                            | Modifica les dades a Wikidata |
|        | Ca l'Escarrà                            | l'Arboç  | casa         | Estil: arquitectura eclèctica                              | 41° 16′ 03″ N, 1° 36′ 11″ E / 41.26737°N,1.60309°E ca:Major, 41                                            | bé cultural d'interès local                | Ca l'Escarrà (l'Arboç)                            | Modifica les dades a Wikidata |
|        | Ca la Casimira                          | l'Arboç  | casa         | Estil: arquitectura modernista                             | 41° 16′ 03″ N, 1° 36′ 12″ E / 41.2674°N,1.60342°E ca:carrer Major, 35                                      | bé cultural d'interès local                | Ca la Casimira (l'Arboç)                          | Modifica les dades a Wikidata |
|        | Ca n'Urgell                             | l'Arboç  | casa         | Estil: historicisme arquitectònic 1891                     | 41° 15′ 58″ N, 1° 36′ 18″ E / 41.266°N,1.60505°E ca:Av. dels Herois del 1808, 109 - c. Migdia, 19 154 msnm | bé cultural d'interès local                | Ca n'Urgell                                       | Modifica les dades a Wikidata |
|        | Cal Barreres                            | l'Arboç  | casa         | Estil: historicisme arquitectònic                          | 41° 15′ 59″ N, 1° 36′ 10″ E / 41.2663°N,1.60285°E ca:Muralla, 12                                           | bé cultural d'interès local                | Cal Barreres (l'Arboç)                            | Modifica les dades a Wikidata |
|        | Cal Castellví                           | l'Arboç  | casa         | Estil: arquitectura eclèctica                              | 41° 16′ 01″ N, 1° 36′ 15″ E / 41.267°N,1.60419°E ca:Jussà, 17                                              | bé integrant del patrimoni cultural català | Cal Castellví (l'Arboç)                           | Modifica les dades a Wikidata |
|        | Cal Freixes                             | l'Arboç  | casa         | Estil: arquitectura modernista 1912                        | 41° 16′ 03″ N, 1° 36′ 13″ E / 41.2675°N,1.60363°E ca:carrer Major, 31 - carrer de Pau Casals, 2            | bé cultural d'interès local                | Cal Freixes (l'Arboç)                             | Modifica les dades a Wikidata |
|        | Cal Gallard                             | l'Arboç  | casa         | Estil: noucentisme                                         | 41° 17′ 25″ N, 1° 37′ 00″ E / 41.2902°N,1.61654°E                                                          | bé integrant del patrimoni cultural català | Cal Gallard (l'Arboç)                             | Modifica les dades a Wikidata |
|        | Cal Garses                              | l'Arboç  | casa         | Estil: arquitectura modernista                             | 41° 16′ 03″ N, 1° 36′ 11″ E / 41.26756°N,1.60317°E ca:Carrer Major, 42                                     | bé cultural d'interès local                | Cal Garses (l'Arboç)                              | Modifica les dades a Wikidata |
|        | Cal Julià                               | l'Arboç  | casa         | Estil: noucentisme                                         | 41° 16′ 59″ N, 1° 36′ 14″ E / 41.283°N,1.60381°E                                                           | bé integrant del patrimoni cultural català | Cal Julià (l'Arboç)                               | Modifica les dades a Wikidata |
|        | Cal Pepet Punet                         | l'Arboç  | casa         | Estil: arquitectura popular                                | 41° 16′ 00″ N, 1° 36′ 06″ E / 41.2667°N,1.6018°E ca:Rambla Gener, 28                                       | bé cultural d'interès local                | Cal Pepet Punet                                   | Modifica les dades a Wikidata |
|        | Can Balcells                            | l'Arboç  | casa         | Estil: arquitectura popular                                | 41° 16′ 04″ N, 1° 36′ 14″ E / 41.2677°N,1.60377°E                                                          | bé cultural d'interès local                | Can Balcells (l'Arboç)                            | Modifica les dades a Wikidata |
|        | Casa Ayxalà                             | l'Arboç  | casa         | Estil: arquitectura popular Estat: enderrocat o destruït   | 41° 16′ 03″ N, 1° 36′ 10″ E / 41.2674°N,1.6028°E                                                           | bé integrant del patrimoni cultural català | Casa Ayxalà                                       | Modifica les dades a Wikidata |
|        | Casa Farmàcia Suriol                    | l'Arboç  | casa         | Estil: arquitectura popular                                | 41° 16′ 04″ N, 1° 36′ 14″ E / 41.2677°N,1.60389°E                                                          | bé integrant del patrimoni cultural català | Casa Farmàcia Suriol                              | Modifica les dades a Wikidata |
|        | Casa Figuerola                          | l'Arboç  | casa         | Estil: arquitectura eclèctica                              | 41° 16′ 04″ N, 1° 36′ 14″ E / 41.2678°N,1.60402°E                                                          | bé integrant del patrimoni cultural català | Casa Figuerola (l'Arboç)                          | Modifica les dades a Wikidata |
|        | Casa Romagosa                           | l'Arboç  | casa         | Estil: modernisme català arquitectura modernista           | 41° 16′ 04″ N, 1° 36′ 16″ E / 41.2677°N,1.60436°E                                                          | bé cultural d'interès local                | Casa Romagosa (l'Arboç)                           | Modifica les dades a Wikidata |
|        | Casa del Delme                          | l'Arboç  | casa         | Estil: arquitectura popular                                | 41° 16′ 01″ N, 1° 36′ 07″ E / 41.26705°N,1.60186°E ca:Rambla Gener, 14                                     | bé integrant del patrimoni cultural català | Casa del Delme (l'Arboç)                          | Modifica les dades a Wikidata |
|        | Casa pairal de l'Abat Escarré           | l'Arboç  | casa         | Estil: arquitectura popular                                | 41° 16′ 02″ N, 1° 36′ 08″ E / 41.2671°N,1.60231°E                                                          | bé cultural d'interès local                | Casa pairal de l'Abat Escarré                     | Modifica les dades a Wikidata |
|        | Cases porticades de la plaça de la Vila | l'Arboç  | casa         | Estil: arquitectura popular                                | 41° 16′ 04″ N, 1° 36′ 13″ E / 41.2677°N,1.60369°E                                                          | bé cultural d'interès local                | Cases porticades de la plaça de la Vila (l'Arboç) | Modifica les dades a Wikidata |
|        | Edifici Les Amèriques                   | l'Arboç  | casa         | Estil: noucentisme 1923                                    | 41° 16′ 02″ N, 1° 36′ 11″ E / 41.2673°N,1.60299°E ca:Major, 43                                             | bé cultural d'interès local                | Edifici Les Amèriques (l'Arboç)                   | Modifica les dades a Wikidata |
|        | ca la Quica                             | l'Arboç  | casa         | Estil: gòtic tardà arquitectura popular 16th century       | 41° 16′ 03″ N, 1° 36′ 12″ E / 41.267448°N,1.603379°E ca:Carrer de la Palma, 2 163 msnm                     | bé cultural d'interès local                | Ca la Quica                                       | Modifica les dades a Wikidata |
|        | cal Ferrer                              | l'Arboç  | casa         | Estil: arquitectura popular 19th century                   | 41° 16′ 03″ N, 1° 36′ 17″ E / 41.26751°N,1.60474°E ca:C. Jussà, 3 163 msnm                                 | bé integrant del patrimoni cultural català | Cal Ferrer (l'Arboç)                              | Modifica les dades a Wikidata |
|        | cal Fiol                                | l'Arboç  | casa         | Estil: arquitectura popular 17th century                   | 41° 16′ 02″ N, 1° 36′ 06″ E / 41.267203°N,1.60156°E ca:Carrer de l'Hospital, 5 161 msnm                    | bé cultural d'interès local                | Cal Fiol                                          | Modifica les dades a Wikidata |
|        | cal Freixes del carrer de l'Hospital    | l'Arboç  | casa         | Estil: arquitectura popular 18th century                   | 41° 16′ 02″ N, 1° 36′ 04″ E / 41.267226°N,1.601239°E ca:Carrer de l'Hospital, 13 160 msnm                  | bé cultural d'interès local                | Cal Freixes del carrer de l'Hospital              | Modifica les dades a Wikidata |
|        | cal Josep Solé Ribé                     | l'Arboç  | casa         | Estil: arquitectura popular 20th century                   | 41° 15′ 59″ N, 1° 36′ 10″ E / 41.26634°N,1.6027°E ca:C. de la Muralla, 8 160 msnm                          | bé cultural d'interès local                | Cal Josep Solé Ribé (l'Arboç)                     | Modifica les dades a Wikidata |
|        | cal Marquet                             | l'Arboç  | casa         | Estil: arquitectura modernista 20th century                | 41° 16′ 05″ N, 1° 36′ 14″ E / 41.267983°N,1.603872°E ca:Carrer de Sant Julià, 1 167 msnm                   | bé cultural d'interès local                | Cal Marquet                                       | Modifica les dades a Wikidata |
|        | cal Mas                                 | l'Arboç  | casa         | Estil: arquitectura popular 19th century                   | 41° 16′ 03″ N, 1° 36′ 13″ E / 41.26763°N,1.603701°E ca:C. Major, 29 - c. Pau Casals, 1 165 msnm            | bé cultural d'interès local                | Cal Mas (l'Arboç)                                 | Modifica les dades a Wikidata |
|        | cal Mata                                | l'Arboç  | casa         | Estil: arquitectura eclèctica 1921                         | 41° 16′ 02″ N, 1° 36′ 14″ E / 41.26728°N,1.60394°E ca:C. Andreu Lleonart, 2 165 msnm                       | bé cultural d'interès local                | Cal Mata (l'Arboç)                                | Modifica les dades a Wikidata |
|        | cal Noya                                | l'Arboç  | casa         | 19th century                                               | 41° 16′ 04″ N, 1° 36′ 15″ E / 41.267722°N,1.604029°E ca:C. Major, 21 - c. Andreu Lleonart, 3 165 msnm      | bé cultural d'interès local                | Cal Noya (l'Arboç)                                | Modifica les dades a Wikidata |
|        | cal Pi                                  | l'Arboç  | casa         | Estil: arquitectura popular 19th century                   | 41° 16′ 04″ N, 1° 36′ 15″ E / 41.26778°N,1.604259°E ca:Carrer Major, 17 166 msnm                           | bé cultural d'interès local                | Cal Pi (l'Arboç)                                  | Modifica les dades a Wikidata |
|        | cal Ribosa                              | l'Arboç  | casa         | Estil: arquitectura eclèctica 19th century                 | 41° 15′ 59″ N, 1° 36′ 12″ E / 41.2664°N,1.6032°E ca:C. de la Muralla, 16 160 msnm                          | bé cultural d'interès local                | Cal Ribosa (l'Arboç)                              | Modifica les dades a Wikidata |
|        | cal Rossell                             | l'Arboç  | casa         | Estil: arquitectura popular 17th century                   | 41° 17′ 13″ N, 1° 37′ 35″ E / 41.28687°N,1.62641°E ca:La Llacuneta 149 msnm                                | bé integrant del patrimoni cultural català | Cal Rossell (l'Arboç)                             | Modifica les dades a Wikidata |
|        | cal Sanahuja                            | l'Arboç  | casa         | Estil: arquitectura popular 15th century                   | 41° 16′ 02″ N, 1° 36′ 10″ E / 41.267128°N,1.602761°E ca:Carrer de la Plateria, 5 163 msnm                  | bé cultural d'interès local                | Cal Sanahuja (l'Arboç)                            | Modifica les dades a Wikidata |
|        | cal Xesc                                | l'Arboç  | casa         | Estil: arquitectura popular 18th century                   | 41° 15′ 59″ N, 1° 36′ 11″ E / 41.266483°N,1.603062°E ca:Carrer de la Muralla, 14 160 msnm                  | bé cultural d'interès local                | Cal Xesc (l'Arboç)                                | Modifica les dades a Wikidata |
|        | casa Badó                               | l'Arboç  | casa         | Estil: arquitectura popular 15th century                   | 41° 17′ 12″ N, 1° 37′ 36″ E / 41.28664°N,1.62659°E ca:La Llacuneta 152 msnm                                | bé integrant del patrimoni cultural català |                                                   | Modifica les dades a Wikidata |
|        | casa Bertran                            | l'Arboç  | casa         | Estil: arquitectura eclèctica                              | 41° 16′ 02″ N, 1° 36′ 08″ E / 41.2673°N,1.60225°E                                                          | bé cultural d'interès local                | Casa xamfrà carrer Major i rambla Gener           | Modifica les dades a Wikidata |
|        | casa Josep Poch                         | l'Arboç  | casa         | Estil: arquitectura eclèctica Estat: enderrocat o destruït | 41° 16′ 00″ N, 1° 36′ 12″ E / 41.2668°N,1.60335°E                                                          | bé integrant del patrimoni cultural català | Casa Josep Poch                                   | Modifica les dades a Wikidata |
|        | casa al carrer Jussà, 5                 | l'Arboç  | casa         | Estil: arquitectura eclèctica                              | 41° 16′ 03″ N, 1° 36′ 17″ E / 41.26739°N,1.6047°E                                                          | bé integrant del patrimoni cultural català | Ca l'Escarrà (l'Arboç)                            | Modifica les dades a Wikidata |
|        | casa al carrer Jussà, 7                 | l'Arboç  | casa         | Estil: arquitectura eclèctica                              | 41° 16′ 02″ N, 1° 36′ 17″ E / 41.26733°N,1.60463°E                                                         | bé integrant del patrimoni cultural català | Ca l'Escarrà (l'Arboç)                            | Modifica les dades a Wikidata |
|        | casa al carrer Jussà, 9                 | l'Arboç  | casa         | Estil: arquitectura eclèctica                              | 41° 16′ 02″ N, 1° 36′ 16″ E / 41.26728°N,1.60458°E                                                         | bé integrant del patrimoni cultural català | Ca l'Escarrà (l'Arboç)                            | Modifica les dades a Wikidata |
|        | casa al carrer Major, 19                | l'Arboç  | casa         | Estil: arquitectura popular                                | 41° 16′ 04″ N, 1° 36′ 15″ E / 41.26766°N,1.60415°E ca:C. Major, 19 166 msnm                                | bé integrant del patrimoni cultural català | Casa al carrer Major, 19 (l'Arboç)                | Modifica les dades a Wikidata |
|        | casa al carrer Major, 25                | l'Arboç  | casa         | Estil: arquitectura eclèctica 1898                         | 41° 16′ 03″ N, 1° 36′ 14″ E / 41.2676°N,1.6039°E ca:C. Major, 27 165 msnm                                  | bé integrant del patrimoni cultural català | Casa al carrer Major, 25 (l'Arboç)                | Modifica les dades a Wikidata |
|        | casa al carrer Major, 44                | l'Arboç  | casa         | Estil: arquitectura modernista                             | 41° 16′ 03″ N, 1° 36′ 11″ E / 41.26754°N,1.60313°E ca:Carrer Major, 44                                     | bé integrant del patrimoni cultural català | Casa al Carrer Major, 44 (l'Arboç)                | Modifica les dades a Wikidata |
|        | casa al carrer Major, 55                | l'Arboç  | casa         | Estil: arquitectura modernista                             | 41° 16′ 02″ N, 1° 36′ 09″ E / 41.26722°N,1.60257°E ca:Carrer Major, 55                                     | bé integrant del patrimoni cultural català | Casa al carrer Major, 55 (l'Arboç)                | Modifica les dades a Wikidata |
|        | casa al carrer de Sant Julià            | l'Arboç  | casa         |                                                            | 41° 16′ 04″ N, 1° 36′ 12″ E / 41.26791°N,1.60342°E                                                         | bé integrant del patrimoni cultural català | Casa al carrer de Sant Julià (l'Arboç)            | Modifica les dades a Wikidata |
|        | la Giralda                              | l'Arboç  | casa         | Estil: modernisme català arquitectura modernista           | 41° 16′ 09″ N, 1° 36′ 15″ E / 41.2692°N,1.60421°E ca:Av. Jacint Verdaguer                                  | bé cultural d'interès local                | La Giralda (l'Arboç)                              | Modifica les dades a Wikidata |
|        | la Torre de Bellesguard                 | l'Arboç  | casa         | Estil: modernisme català historicisme arquitectònic        | 41° 16′ 04″ N, 1° 36′ 19″ E / 41.2678°N,1.60534°E ca:Av. Mossèn Cinto Verdaguer, 37-39                     | bé cultural d'interès local                | La Torre de Bellesguard                           | Modifica les dades a Wikidata |
|        | vil·la Teresa                           | l'Arboç  | casa         | Estil: noucentisme 20th century                            | 41° 16′ 14″ N, 1° 36′ 09″ E / 41.270623°N,1.60248°E ca:Avinguda de Jacint Verdaguer, 15 157 msnm           | bé cultural d'interès local                | Vil·la Teresa (l'Arboç)                           | Modifica les dades a Wikidata |

## creu de terme
| imatge | Nom                       | Ubicat a | instància de  | Detalls                                  | coordenades                                                                                            | Protecció                                  | Commons (més fotos)       | Dades a WD                    |
| ------ | ------------------------- | -------- | ------------- | ---------------------------------------- | --- | ------------------------------------------ | ------------------------- | ----------------------------- |
|        | creu a la Badalota        | l'Arboç  | creu de terme | Estil: arquitectura popular 19th century | 41° 16′ 06″ N, 1° 36′ 18″ E / 41.26837°N,1.60488°E ca:Balcó de la Badalota 164 msnm                    | bé integrant del patrimoni cultural català | Creu a la Badalota        | Modifica les dades a Wikidata |
|        | creu del camí de Clariana | l'Arboç  | creu de terme | Estil: arquitectura popular 15th century | 41° 15′ 37″ N, 1° 36′ 27″ E / 41.26028°N,1.60744°E ca:Cruïlla camí de Clariana i camí Moliner 148 msnm | bé integrant del patrimoni cultural català | Creu del camí de Clariana | Modifica les dades a Wikidata |

## edifici
| imatge | Nom                               | Ubicat a | instància de  | Detalls                                                                                            | coordenades | Protecció                                  | Commons (més fotos)                    | Dades a WD                    |
| ------ | --------------------------------- | -------- | ------------- | -------------------------------------------------------------------------------------------------- | --- | ------------------------------------------ | -------------------------------------- | ----------------------------- |
|        | Arxiu Arbocenc                    | l'Arboç  | edifici       | Estil: arquitectura popular                                                                        | 41° 16′ 02″ N, 1° 36′ 11″ E / 41.2672°N,1.60302°E ca:Missers, 6                                                                | bé integrant del patrimoni cultural català | Arxiu Arbocenc                         | Modifica les dades a Wikidata |
|        | Cafè Arbocenc                     | l'Arboç  | edifici       | Estil: arquitectura eclèctica                                                                      | 41° 16′ 04″ N, 1° 36′ 13″ E / 41.2677°N,1.60367°E                                                                              | bé integrant del patrimoni cultural català | Cafè Arbocenc                          | Modifica les dades a Wikidata |
|        | Cal Teclo                         | l'Arboç  | edifici masia | | 41° 15′ 39″ N, 1° 36′ 19″ E / 41.2609264630056°N,1.6052419656456°E                                                             |                                            |                                        | Modifica les dades a Wikidata |
|        | Camp Joliu                        | l'Arboç  | edifici       | | 41° 17′ 25″ N, 1° 36′ 40″ E / 41.290165961692°N,1.6111501337466°E                                                              |                                            |                                        | Modifica les dades a Wikidata |
|        | Casa Cañas                        | l'Arboç  | edifici       | Estil: arquitectura modernista 1915                                                                | ca:carrer Major, 35 |                                            |                                        | Modifica les dades a Wikidata |
|        | Hospital de Sant Antoni Abat      | l'Arboç  | edifici       | Arquitecte: Eugeni Campllonch i Parés Estil: arquitectura modernista 1913                          | 41° 16′ 03″ N, 1° 35′ 59″ E / 41.2675°N,1.59965°E ca:carrer de l'Hospital, 52-54 - Pare Francesc Palau, 2                      | bé cultural d'interès local                | Hospital de Sant Antoni Abat (l'Arboç) | Modifica les dades a Wikidata |
|        | Palau Gener i Batet               | l'Arboç  | edifici       | Estil: arquitectura eclèctica                                                                      | 41° 15′ 59″ N, 1° 36′ 06″ E / 41.2665°N,1.60165°E 41° 15′ 59″ N, 1° 36′ 06″ E / 41.266413°N,1.601596°E ca:Pg. Panxita, 2-12    | bé cultural d'interès local                | Palau Gener i Batet                    | Modifica les dades a Wikidata |
|        | Tanques i templet del parc Gener  | l'Arboç  | edifici tanca | Arquitecte: Joan Baptista Pons i Trabal Estil: arquitectura modernista arquitectura eclèctica 1887 | 41° 15′ 58″ N, 1° 36′ 21″ E / 41.26604°N,1.60577°E ca:Avinguda dels Herois del 1808, 100-102 154 msnm                          | bé integrant del patrimoni cultural català | Templet del parc Gener                 | Modifica les dades a Wikidata |
|        | antiga Escola Nacional de l'Arboç | l'Arboç  | edifici       | Estil: arquitectura popular Estat: enderrocat o destruït                                           | 41° 16′ 00″ N, 1° 36′ 12″ E / 41.26675°N,1.60321°E ca:C. Jussà, 41 (enderrocada) 162 msnm                                      | bé integrant del patrimoni cultural català | Antiga Escola Nacional de l'Arboç      | Modifica les dades a Wikidata |
|        | celler del Papiol                 | l'Arboç  | edifici       | Estil: arquitectura popular 20th century                                                           | 41° 16′ 59″ N, 1° 36′ 14″ E / 41.28312°N,1.60382°E ca:Adossat a Cal Julià, el Papiol 166 msnm                                  | bé integrant del patrimoni cultural català | Celler del Papiol (l'Arboç)            | Modifica les dades a Wikidata |
|        | escola de Puntaires               | l'Arboç  | edifici       | Estil: racionalisme arquitectònic 20th century                                                     | 41° 16′ 03″ N, 1° 36′ 12″ E / 41.267575°N,1.603298°E ca:C. Major, 40 - c. Àngel Guimerà, 1 165 msnm                            | bé cultural d'interès local                | Escola de Puntaires                    | Modifica les dades a Wikidata |
|        | la Caseta de la Música            | l'Arboç  | edifici       | Estil: arquitectura modernista 19th century                                                        | 41° 16′ 05″ N, 1° 36′ 20″ E / 41.26799°N,1.60548°E ca:Av. Mossèn Jacint Verdaguer, jardins de la torre de Bellesguard 161 msnm | bé integrant del patrimoni cultural català | La Caseta de la Música                 | Modifica les dades a Wikidata |
|        | museu de Puntes al Coixí          | l'Arboç  | edifici       | Estil: arquitectura eclèctica 20th century                                                         | 41° 16′ 03″ N, 1° 36′ 12″ E / 41.2674°N,1.60329°E ca:C. Major, 37 165 msnm                                                     | bé cultural d'interès local                | Museu de Puntes de Coixí (l'Arboç)     | Modifica les dades a Wikidata |

## entitat singular de població
| imatge | Nom                      | Ubicat a | instància de                                   | Detalls  | coordenades                                                                                          | Protecció | Commons (més fotos) | Dades a WD                    |
| ------ | ------------------------ | -------- | ---------------------------------------------- | -------- | --- | --------- | ------------------- | ----------------------------- |
|        | Can Vies                 | l'Arboç  | entitat singular de població                   | 1 hab    | 41° 18′ 43″ N, 1° 38′ 00″ E / 41.311922°N,1.633436°E 151 msnm                                        |           |                     | Modifica les dades a Wikidata |
|        | l'Arboç                  | l'Arboç  | entitat singular de població capital municipal | 5684 hab | 41° 16′ 00″ N, 1° 36′ 02″ E / 41.26670534°N,1.60051238°E 157 msnm                                    |           |                     | Modifica les dades a Wikidata |
|        | la Llacuneta             | l'Arboç  | entitat singular de població                   | 11 hab   | 41° 17′ 13″ N, 1° 37′ 36″ E / 41.286833333333°N,1.6265833333333°E ca:Veïnat de la Llacuneta 144 msnm |           | La Llacuneta        | Modifica les dades a Wikidata |
|        | les Casetes de Puigmoltó | l'Arboç  | entitat singular de població                   | 49 hab   | 41° 17′ 33″ N, 1° 37′ 24″ E / 41.2925177843373°N,1.62337922507785°E 140 msnm                         |           |                     | Modifica les dades a Wikidata |

## església
| imatge | Nom                              | Ubicat a | instància de | Detalls                                                      | coordenades                                                                 | Protecció                                            | Commons (més fotos)    | Dades a WD                    |
| ------ | -------------------------------- | -------- | ------------ | ------------------------------------------------------------ | --------------------------------------------------------------------------- | ---------------------------------------------------- | ---------------------- | ----------------------------- |
|        | Sant Julià de l'Arboç            | l'Arboç  | església     | Estil: arquitectura gòtica arquitectura barroca 17th century | 41° 16′ 04″ N, 1° 36′ 15″ E / 41.2679°N,1.6042°E ca:Carrer Major 165 msnm   | bé cultural d'interès nacional bé d'interès cultural | Sant Julià de l'Arboç  | Modifica les dades a Wikidata |
|        | Sant Ponç del Papiol             | l'Arboç  | església     | Estil: arquitectura popular                                  | 41° 17′ 01″ N, 1° 36′ 17″ E / 41.2835°N,1.60471°E                           | bé cultural d'interès local                          | Sant Ponç de l'Arboç   | Modifica les dades a Wikidata |
|        | Santa Llúcia                     | l'Arboç  | església     |                                                              | 41° 15′ 50″ N, 1° 35′ 42″ E / 41.2639373248061°N,1.59506668451518°E         |                                                      |                        | Modifica les dades a Wikidata |
|        | ermita de Sant Antoni de l'Arboç | l'Arboç  | església     | Estil: arquitectura popular                                  | 41° 17′ 14″ N, 1° 37′ 36″ E / 41.28721°N,1.62673°E ca:La Llacuneta 151 msnm | bé integrant del patrimoni cultural català           | Sant Antoni de l'Arboç | Modifica les dades a Wikidata |

## masia
| imatge | Nom                   | Ubicat a | instància de | Detalls                                        | coordenades                                                                | Protecció                                  | Commons (més fotos)            | Dades a WD                    |
| ------ | --------------------- | -------- | ------------ | ---------------------------------------------- | -------------------------------------------------------------------------- | ------------------------------------------ | ------------------------------ | ----------------------------- |
|        | Cal Cabra             | l'Arboç  | masia        |                                                | 41° 17′ 18″ N, 1° 37′ 14″ E / 41.2882064497867°N,1.62063958707881°E        |                                            |                                | Modifica les dades a Wikidata |
|        | Cal Cateri            | l'Arboç  | masia        |                                                | 41° 17′ 14″ N, 1° 37′ 20″ E / 41.2872243214735°N,1.62211719054839°E        |                                            |                                | Modifica les dades a Wikidata |
|        | Cal Joan Xic          | l'Arboç  | masia        |                                                | 41° 17′ 31″ N, 1° 37′ 02″ E / 41.2920021050766°N,1.61717981144062°E        |                                            |                                | Modifica les dades a Wikidata |
|        | Cal Joan de Puigverdí | l'Arboç  | masia        |                                                | 41° 17′ 18″ N, 1° 37′ 43″ E / 41.2882844509952°N,1.62867499422743°E        |                                            |                                | Modifica les dades a Wikidata |
|        | Cal Júlio             | l'Arboç  | masia        |                                                | 41° 16′ 25″ N, 1° 35′ 22″ E / 41.2735590731602°N,1.58932047970515°E        |                                            |                                | Modifica les dades a Wikidata |
|        | Cal Pardes            | l'Arboç  | masia        |                                                | 41° 18′ 43″ N, 1° 38′ 01″ E / 41.311844610127°N,1.6337005462146°E          |                                            |                                | Modifica les dades a Wikidata |
|        | Cal Pinyol            | l'Arboç  | masia        |                                                | 41° 15′ 49″ N, 1° 36′ 14″ E / 41.2637120192305°N,1.60394117185221°E        |                                            |                                | Modifica les dades a Wikidata |
|        | Cal Pujol             | l'Arboç  | masia        |                                                | 41° 17′ 17″ N, 1° 37′ 40″ E / 41.2881657167225°N,1.62778182285311°E        |                                            |                                | Modifica les dades a Wikidata |
|        | Cal Salvet            | l'Arboç  | masia        |                                                | 41° 16′ 18″ N, 1° 34′ 57″ E / 41.2715929938319°N,1.58252173340013°E        |                                            |                                | Modifica les dades a Wikidata |
|        | Cal Sever             | l'Arboç  | masia        |                                                | 41° 17′ 11″ N, 1° 37′ 13″ E / 41.2863367984017°N,1.62021324057842°E        |                                            |                                | Modifica les dades a Wikidata |
|        | Cal Sisco Riera       | l'Arboç  | masia        |                                                | 41° 17′ 25″ N, 1° 37′ 19″ E / 41.2902403406549°N,1.6219940110301°E         |                                            |                                | Modifica les dades a Wikidata |
|        | Cal Vilanova          | l'Arboç  | masia        |                                                | 41° 17′ 27″ N, 1° 37′ 19″ E / 41.2907341956253°N,1.62186419159476°E        |                                            |                                | Modifica les dades a Wikidata |
|        | Cal Xicarrot          | l'Arboç  | masia        |                                                | 41° 16′ 47″ N, 1° 36′ 42″ E / 41.2796399387553°N,1.61161384344819°E        |                                            |                                | Modifica les dades a Wikidata |
|        | Casa Gran del Papiol  | l'Arboç  | masia        | Estil: historicisme arquitectònic 17th century | 41° 17′ 01″ N, 1° 36′ 12″ E / 41.2836°N,1.60341°E ca:El Papiol 166 msnm    | bé integrant del patrimoni cultural català | Casa Gran del Papiol (l'Arboç) | Modifica les dades a Wikidata |
|        | Caseta del Vermell    | l'Arboç  | masia        |                                                | 41° 17′ 37″ N, 1° 37′ 35″ E / 41.2937439841658°N,1.62649448272156°E        |                                            |                                | Modifica les dades a Wikidata |
|        | Mas Blanc             | l'Arboç  | masia        |                                                | 41° 16′ 28″ N, 1° 35′ 56″ E / 41.2743605291024°N,1.59889069294562°E        |                                            |                                | Modifica les dades a Wikidata |
|        | Mas Soler             | l'Arboç  | masia        |                                                | 41° 15′ 44″ N, 1° 36′ 23″ E / 41.2623269886009°N,1.60634621279301°E        |                                            |                                | Modifica les dades a Wikidata |
|        | Xalet de l'Alemany    | l'Arboç  | masia        |                                                | 41° 16′ 13″ N, 1° 36′ 39″ E / 41.2703978444136°N,1.61083071180843°E        |                                            |                                | Modifica les dades a Wikidata |
|        | Xalet del Sadurní     | l'Arboç  | masia        |                                                | 41° 16′ 08″ N, 1° 36′ 34″ E / 41.2688039265442°N,1.60937218362163°E        |                                            |                                | Modifica les dades a Wikidata |
|        | cal Totosaus          | l'Arboç  | masia        | Estil: arquitectura popular                    | 41° 17′ 12″ N, 1° 37′ 36″ E / 41.2867°N,1.62674°E ca:La Llacuneta 149 msnm | bé integrant del patrimoni cultural català | Cal Totosaus (l'Arboç)         | Modifica les dades a Wikidata |
|        | el Sui                | l'Arboç  | masia        |                                                | 41° 15′ 58″ N, 1° 35′ 39″ E / 41.2661608291257°N,1.59421916505393°E        |                                            |                                | Modifica les dades a Wikidata |

## molí d'aigua
| imatge | Nom               | Ubicat a | instància de | Detalls                                                  | coordenades | Protecció | Commons (més fotos) | Dades a WD                    |
| ------ | ----------------- | -------- | ------------ | -------------------------------------------------------- | ----------- | --------- | ------------------- | ----------------------------- |
|        | El Molí           | l'Arboç  | molí d'aigua | Estil: arquitectura popular Estat: enderrocat o destruït |             |           |                     | Modifica les dades a Wikidata |
|        | Molí de la Coloma | l'Arboç  | molí d'aigua | Estil: arquitectura popular Estat: enderrocat o destruït |             |           |                     | Modifica les dades a Wikidata |

## pont
| imatge | Nom                | Ubicat a | instància de | Detalls | coordenades                                                        | Protecció | Commons (més fotos) | Dades a WD                    |
| ------ | ------------------ | -------- | ------------ | ------- | ------------------------------------------------------------------ | --------- | ------------------- | ----------------------------- |
|        | Pont de Cal Patata | l'Arboç  | pont         |         | 41° 17′ 49″ N, 1° 37′ 47″ E / 41.2969180661574°N,1.6298079540814°E |           |                     | Modifica les dades a Wikidata |
|        | Pont de Valls      | l'Arboç  | pont         |         | 41° 15′ 53″ N, 1° 35′ 24″ E / 41.264703483164°N,1.58995281760806°E |           |                     | Modifica les dades a Wikidata |

## vèrtex geodèsic
| imatge | Nom              | Ubicat a | instància de    | Detalls | coordenades                                                       | Protecció | Commons (més fotos) | Dades a WD                    |
| ------ | ---------------- | -------- | --------------- | ------- | ----------------------------------------------------------------- | --------- | ------------------- | ----------------------------- |
|        | Arbos            | l'Arboç  | vèrtex geodèsic |         | 41° 16′ 05″ N, 1° 36′ 15″ E / 41.268129°N,1.604239°E 193.826 msnm |           |                     | Modifica les dades a Wikidata |
|        | Arbos-excéntrica | l'Arboç  | vèrtex geodèsic |         | 41° 16′ 05″ N, 1° 36′ 15″ E / 41.268131°N,1.604214°E 194.162 msnm |           |                     | Modifica les dades a Wikidata |

## Misc
| imatge | Nom                               | Ubicat a                                                 | instància de              | Detalls                                                                 | coordenades                                                                                              | Protecció                                            | Commons (més fotos)        | Dades a WD                    |
| ------ | --------------------------------- | -------------------------------------------------------- | ------------------------- | ----------------------------------------------------------------------- | --- | ---------------------------------------------------- | -------------------------- | ----------------------------- |
|        | Casa de la Vila de l'Arboç        | l'Arboç                                                  | casa consistorial         | Estil: arquitectura popular                                             | 41° 16′ 04″ N, 1° 36′ 14″ E / 41.2678°N,1.60376°E ca:Major, 26                                           | bé cultural d'interès local                          | Casa de la Vila de l'Arboç | Modifica les dades a Wikidata |
|        | Estació de l'Arboç                | l'Arboç                                                  | estació de ferrocarril    |                                                                         | 41° 16′ 24″ N, 1° 36′ 02″ E / 41.27344444444444°N,1.6005277777777778°E                                   |                                                      | Train stations in L'Arboç  | Modifica les dades a Wikidata |
|        | Granges del Tomàs                 | l'Arboç                                                  | granja                    |                                                                         | 41° 18′ 40″ N, 1° 38′ 16″ E / 41.3111091534648°N,1.63776569990735°E                                      |                                                      |                            | Modifica les dades a Wikidata |
|        | L'Estudi Vell                     | l'Arboç                                                  | edifici públic            |                                                                         | 41° 16′ 05″ N, 1° 36′ 16″ E / 41.268157958984375°N,1.6044379472732544°E ca:Joan Maragall                 |                                                      |                            | Modifica les dades a Wikidata |
|        | Monument a la puntaire de l'Arboç | l'Arboç                                                  | monument                  | Creador: Joan Tuset i Suau 2005 Alt: 4m                                 | 41° 16′ 08″ N, 1° 36′ 27″ E / 41.268888888889°N,1.6075°E ca:Rotonda de la N-340                          |                                                      | Monument a la Puntaire     | Modifica les dades a Wikidata |
|        | Muralles de l'Arboç               | l'Arboç                                                  | muralla urbana            |                                                                         | 41° 16′ 05″ N, 1° 36′ 14″ E / 41.268055555556°N,1.6038888888889°E                                        | bé cultural d'interès nacional                       | Muralles de l'Arboç        | Modifica les dades a Wikidata |
|        | Polígon industrial El Foix        | l'Arboç                                                  | polígon industrial        |                                                                         | 41° 17′ 00″ N, 1° 37′ 20″ E / 41.2832185869184°N,1.62233282277524°E                                      |                                                      |                            | Modifica les dades a Wikidata |
|        | Rectoria de l'Arboç               | l'Arboç                                                  | rectoria                  | Arquitecte: Eugeni Campllonch i Parés Estil: historicisme arquitectònic | 41° 16′ 04″ N, 1° 36′ 16″ E / 41.2677°N,1.60445°E                                                        | bé cultural d'interès local                          | La Rectoria (l'Arboç)      | Modifica les dades a Wikidata |
|        | Torre del Papiol                  | l'Arboç                                                  | torre de defensa          | Estil: arquitectura romànica                                            | 41° 17′ 01″ N, 1° 36′ 13″ E / 41.2836°N,1.60361°E ca:El Papiol 167 msnm                                  | bé d'interès cultural bé cultural d'interès nacional | Torre del Papiol           | Modifica les dades a Wikidata |
|        | cementiri de l'Arboç              | l'Arboç                                                  | cementiri                 |                                                                         | 41° 16′ 29″ N, 1° 36′ 26″ E / 41.2747508188277°N,1.60729979367541°E                                      |                                                      |                            | Modifica les dades a Wikidata |
|        | corral del Papiol                 | l'Arboç                                                  | cabana                    |                                                                         | 41° 17′ 06″ N, 1° 36′ 12″ E / 41.2849360927209°N,1.60340522940595°E                                      |                                                      |                            | Modifica les dades a Wikidata |
|        | font de la Rambla                 | l'Arboç                                                  | estructura arquitectònica |                                                                         | 41° 16′ 03″ N, 1° 36′ 07″ E / 41.26744079589844°N,1.6020740270614624°E ca:Rambla Josep Gener             |                                                      |                            | Modifica les dades a Wikidata |
|        | font del Pont de Ferro            | l'Arboç                                                  | font                      |                                                                         | 41° 17′ 02″ N, 1° 36′ 49″ E / 41.2838912103337°N,1.61367145213783°E                                      |                                                      |                            | Modifica les dades a Wikidata |
|        | riera de Marmellar                | Alt Camp Baix Penedès Alt Penedès província de Tarragona | curs d'aigua              | Desemboca: Foix Llarg: 25km                                             | 41° 25′ 02″ N, 1° 26′ 29″ E / 41.417245°N,1.441446°E 41° 16′ 01″ N, 1° 38′ 01″ E / 41.26685°N,1.633496°E |                                                      | Riera de Marmellar         | Modifica les dades a Wikidata |